# この遊歩道が終わるまでに
「この遊歩道が終わるまでに」（このみちがおわるまでに）は、久川綾の4枚目シングル。1996年2月1日にバップより発売された。

## 解説
タイトル曲「この遊歩道が終わるまでに」はRKBラジオ『久川綾のシャイニーナイト』のテーマソング。カップリング曲「天へ…」は新曲録音している。
初回封入特典はオリジナルフォトステッカー。

## 収録曲
1. この遊歩道が終わるまでに [6:26]
  - 作詞：久川綾、作曲・ChorusArr・Chorus：楠瀬誠志郎、編曲：上杉洋史
  - RKBラジオ『久川綾のシャイニーナイト』テーマソング
2. 天へ… [4:16]
  - 作詞：田島浩二、作曲・編曲：内田光一
3. この遊歩道が終わるまでに（オリジナル・カラオケ）
4. 天へ…（オリジナル・カラオケ）